# Tithraustes fulvipalpis
Tithraustes fulvipalpis är en fjärilsart som beskrevs av Paul Dognin 1910. Tithraustes fulvipalpis ingår i släktet Tithraustes och familjen tandspinnare. Inga underarter finns listade i Catalogue of Life.